# قرنین
قَرنین نام یک شهر کوچک در سیستان بوده که کنار رود خاشرود آباد بوده است که بین زَرَنج و بُست  و فَراه در قسمت شرقی زرنج واقع است که اکنون این قسمت جزء خاک کشور افغانستان می‌باشد و ویرانه‌های آن پابرجاست. این شهر زادگاه یعقوب لیث صفاری پایه‌گذار پادشاهی صفاریان است‌‌.